# Indicatif régional 845

Carte de l'État de New York (en bleu et rouge) avec les territoires de ses indicatifs régionaux. Le territoire de l'indicatif régional 845 est en rouge.

L'indicatif régional 845 est l'un des multiples indicatifs téléphoniques régionaux de l'État de New York aux États-Unis.
Cet indicatif dessert une région située au nord de la ville de New York.
La carte ci-contre indique en rouge le territoire couvert par l'indicatif 845.
L'indicatif régional 845 fait partie du plan de numérotation nord-américain.

## Comtés desservis par l'indicatif
- Rockland
- Putnam
- Orange
- Ulster
- Sullivan
- La plus frande partie de Dutchess
- Une partie de Delaware
- Une partie de Greene
- Une partie de Columbia

## Villes desservies par l'indicatif
- Airmont
- Beacon
- Blauvelt
- Brewster
- Carmel
- Chester
- Chestnut Ridge
- Clarkstown
- Cornwall
- Cold Spring
- Cottekill
- Crawford
- Dover Plains
- Fishkill
- Goshen
- Haverstraw
- Highland
- Hopewell Junction
- Hyde Park
- Kingston
- Mahopac
- Margaretville
- Middletown
- Monroe
- Monsey
- Montebello
- Montgomery
- Nanuet
- Nelsonville
- Newburgh
- New City
- New Paltz
- Nyack
- Olive
- Orangetown
- Pomona
- Patterson
- Pawling
- Pearl River
- Philipstown
- Phoenicia
- Piermont
- Pine Bush
- Port Jervis
- Poughkeepsie
- Red Hook
- Rhinebeck
- Rosendale
- Saugerties
- Spring Valley
- Stone Ridge
- Stony Point
- Suffern
- Tappan
- Valley Cottage
- Wallkill
- Warwick
- Washingtonville
- Wingdale
- West Nyack
- West Point
- Woodbury
- Woodstock